# Gaston Julia
Gaston Maurice Julia (3. února 1893 Sidi bel Abbès v Alžírsku - 19. března 1978 Paříž) byl francouzský matematik.
Julia vyrůstal v tehdy francouzském Alžírsku, kde jeho otec opravoval zemědělské stroje. Navštěvoval školu v Oranu a od roku 1910 se stipendiem střední školu v Paříži. Studoval pak od roku 1911 na École normale supérieure (ENS) poté, co byl nejlepší při přijímacích zkouškách na ENS (i na École polytechnique).
Od roku 1914 Julia bojoval jako poddůstojník v první světové válce a byl vážně zraněn při své první bitvě v lednu 1915. Kulka ho zasáhla do obličeje a zničila mu nos, takže přes několik neúspěšných plastických operací musel po zbytek svého života nosit přes obličej kožený řemen, zakrývající znetvoření.
V roce 1916 Gaston Julia získal doktorát u Émile Picarda na Collège de France. V roce 1918 vydal svůj nejznámější článek o iteraci racionálních funkcí (Mémoire sur l'itération des fonctions rationnelles, Journal de Mathématiques pures et appliquées). V něm představil Juliovu množinu, která hraje důležitou roli v teorii dynamických systémů. Nezávisle na Juliovi prováděl podobný výzkum i Pierre Fatou. Od 80. let 20. století jde opět o oblast intenzivního matematického výzkumu, kterou i u širšího nematematického publika zpopularizovali Benoît Mandelbrot, Heinz-Otto Peitgen a další. Za práci na iteraci racionálních funkcí získal Julia Velkou cenu Francouzské akademie věd a v roce 1919 byl řečníkem Peccotových přednášek na Collège de France. Ve stejném roce se stal Maître de conférences na ENS, lektorem na École Polytechnique a profesorem na Sorbonně. V roce 1937 se stal profesorem na École Polytechnique.
V roce 1934 byl Julia přijat do Francouzské akademie věd, jejímž předsedou byl v roce 1950, a byl například také členem Papežské akademie věd. V roce 1932 byl prezidentem Francouzské matematické společnosti. V roce 1950 se stal důstojníkem Čestné legie.
Roku 1916 se Julia oženil s Marianne Chaussonovou (jeho zdravotní sestrou, dcerou skladatele Ernesta Chaussona) a měl s ní šest dětí. Jedním z nich byl chemik Marc Julia.